# ZiLOG
ZiLOG (spesso citata come Zilog) è una società produttrice di CPU fondata da Federico Faggin nel 1974 negli Stati Uniti d'America.
È famosa per la sua serie di processori Z80 a 8 bit, compatibili con gli Intel 8080.

## Storia

### La creazione
ZiLOG fu fondata in California nel 1974 da Federico Faggin, che lasciò Intel dopo aver lavorato sull'Intel 8080.
Dopo il notevole successo dello Z80, una delle più potenti e versatili CPU a 8-bit, Zilog  introdusse CPU a 16-bit (lo Z8000) e a 32-bit (lo Z80000), ma non ebbero grande successo e la compagnia si concentrò sul mercato dei microcontroller, producendo sia CPU base che circuiti integrati per applicazioni specifiche (ASIC) e prodotti standard (ASSP) progettati attorno a CPU. Oltre ai microprocessori, Zilog realizzò molti altri prodotti, il più famoso dei quali fu il controllore per comunicazioni seriali Z8530, usato sulle Sun SPARCstation e SPARCserver.

### L'acquisizione da parte di Exxon
La compagnia divenne una sussidiaria di Exxon nel 1980, ma la dirigenza ed i dipendenti la ricomprarono nel 1989. Divenne pubblica nel 1991, ma fu acquisita nel 1998 dalla Texas Pacific Group, che, a seguito del crollo del prezzo dei chip, riorganizzò la compagnia secondo il capitolo 11 del codice di bancarotta statunitense, sul finire del 2001.

## Attività
Ha centri di ricerca e sviluppo a San Jose in California, a Meridian nell'Idaho, a Seattle nello Stato di Washington, a Bangalore in India ed a Shanghai in Cina. Ancora oggi, a 40 anni dalla sua introduzione, ZiLOG produce e commercializza il suo prodotto più famoso, lo Z80, che si è dimostrato essere una tra le più longeve CPU mai realizzate, impiegata in una moltitudine di sistemi embedded.